# Bamab Napo

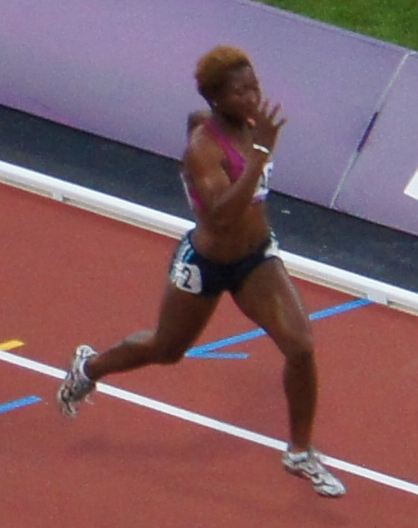
Bamab Napo tại Thế vận hội mùa hè 2012

Bamab Napo (sinh ngày 23 tháng 5 năm 1984 tại Dimouri, Togo) là một Á hậu Togo. Cô đã thi đấu tại Thế vận hội Mùa hè 2012 trong nội dung 100 m và cô đã bị loại sau khi thi đấu vòng loại.